# 杉山元
杉山元（1880年1月1日—1945年9月12日），福岡縣出身。日本帝国时代的陆军军人。陸軍士官學校12期畢業，最終階級陸軍大將。與寺內壽一、畑俊六同為當時非皇族而成為陸軍元帥的三位日本陸軍將領。歷任陸軍大臣、教育總監、太平洋戰争及開戰時陸軍參謀總長，是日軍中完整歷任陸軍三長官僅有的兩人之一。
杉山元是日军决策中心的核心人物之一，在发动侵占中国东北的战争、全面侵华战争、太平洋战争等重大决策中，他的意见均起到了重大作用，提出“2个月内解決支那（中国）事變”、“3个月解決太平洋作戦”、“5个月内荡平东南亚”。
1945年8月15日日本敗战宣布投降的當天杉山便寫好了給日皇的遺書，但以第一總軍司令官身分要處理第一總軍約40個師團的日軍復員工作，因此延遲了他自殺的時間。直到9月12日早晨以部屬的手槍在司令官室自盡。杉山夫婦沒有子女，因為養女尚年幼，杉山要副官勸阻夫人自盡，但杉山的妻子在得知杉山死後，堅拒杉山副官的勸阻，喝下氰化物後，以短刀刺入胸口自盡。

## 簡歷
1900年11月陸軍士官學校12期畢業。

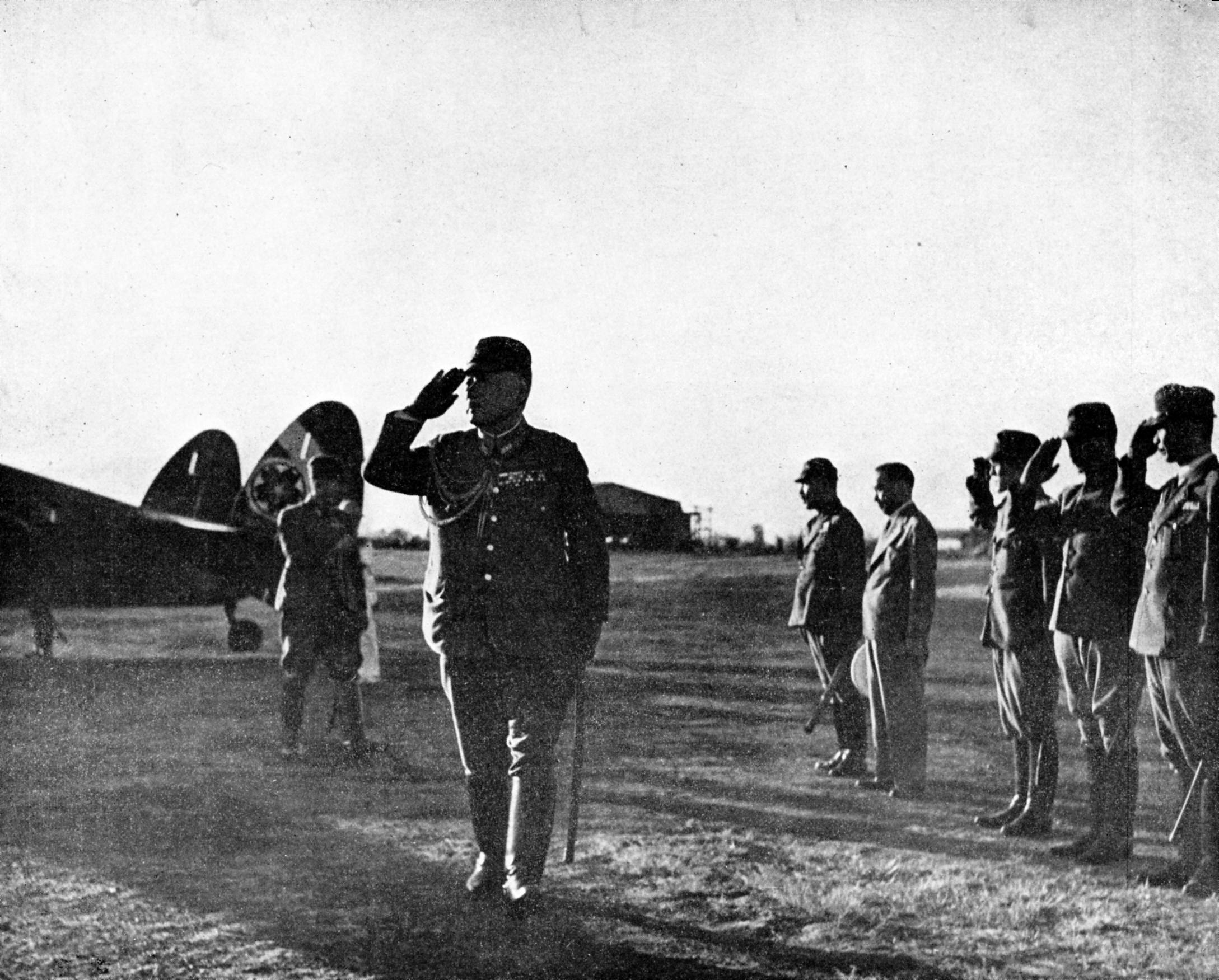
杉山元（圖中央答禮者、1943年6月1日）

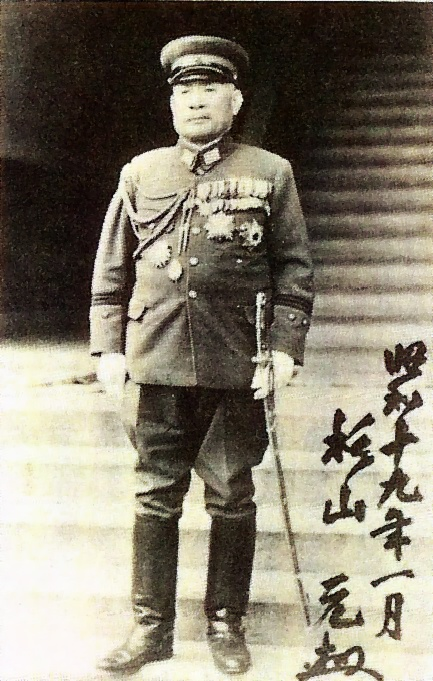
杉山元（1944年1月）

1904年開始的日俄戰爭，10月8日沙河會戰在遼寧本溪附近的戰鬥中臉部受傷，留下右眼無法完全睜開的後遺症，這成為杉山的面部特徵。
1910年11月陸軍大學校22期畢業， 任職參謀本部第二部情報。
1924年（大正13年）受擔任陸軍大臣的宇垣一成重用。
1928年（昭和3年）任陸軍省軍務局長。 
1931年，他與小磯國昭、二宮治重一起捲入了三月事件，試圖建立以宇垣為首的軍政府。同年9月918事變爆發，他以陸軍省次官身分發表「正當防衛」聲明。同年11月，荒木貞夫出任陸軍大臣，當皇道派在軍中奪取實權時，被認為是宇垣助手的杉山被免去陸軍省次官。 
1932年2月，他被任命為久留米第12師團長。此後，皇道派與統制派之間的衝突不斷，但隨著荒木貞夫辭任陸軍大臣和真崎甚三郎陸軍教育總監被免職，皇道派就此失勢。 
1934年8月，杉山任陸軍航空本部長後，任參謀次長兼陸軍大學校校長，重新回到陸軍省。
1936年226事件中，他拒絕皇道派年輕軍官的請求，鎮壓起事官兵。事件發生後，他成為教育總監，同年成為陸軍上將，與梅津美治郎和東條英機一同成為陸軍中當權的統制派核心。
1937年林銑十郎内閣時出任陸軍大臣，在林銑辭職時，杉山是繼任人選之一，然而繼任的是近衛文麿，杉山在第一任近衛內閣中留任陸相。盧溝橋事變中，杉山是主張擴大對華戰事的強硬派。
1938年由陸相辭職，改任軍事參議官，同年12月，調任華北方面軍司令。
1940年10月3日出任陸軍參謀總長。任內爆發太平洋戰爭。
1943年陸軍元帥。
1944年2月東條英機任內閣總理大臣兼陸軍大臣時，發生與陸軍參謀總長杉山元聯合陸軍教育總監山田乙三的統帥權獨立的抗爭。這個抗爭在昭和天皇的內大臣木戶幸一的協調下，以杉山辭職平息。東條英機自己接任陸軍參謀總長。此時東條為內閣總理大臣，同時兼任主管陸軍軍政的陸軍大臣，以及主管陸軍軍令的參謀總長。直到五個月後，7月塞班島失守，倒閣呼聲不可抑制，東條將參謀總長由梅津美治郎接任，企圖延長內閣壽命，杉山取代山田改任教育總監。然而東條無法改變倒閣的命運，繼任的內閣總理大臣是同為陸軍大將出身轉預備役的小磯國昭。為了回應梅津等其他陸軍核心成員對於小磯壓抑陸軍的批評，杉山元再次出任陸軍大臣。然而之後陸軍三長官沒有經過內閣總理大臣小磯國昭同意，即擅自將內閣陸軍大臣的杉山改任為本土決戰而改編的第一總軍司令官．小磯由預備役轉為現役復出，企圖兼任陸軍大臣，但未獲同意，小磯內閣倒閣．
1945年4月鈴木貫太郎內閣成立，陸軍大臣由阿南惟幾接任。杉山元改任為了本土決戰所編成的第一總軍司令。直到同年8月15日。日本宣告無條件投降，9月12日，早晨杉山元在司令官室自殺，享年66 (滿65歲歿)。

## 遺書
杉山元在蘆溝橋事變時是內閣陸軍大臣，太平洋戰爭爆發時是陸軍參謀總長，對於戰敗投降他自認有不可推卸的沉痛責任。8月15日日本宣布無條件投降當日，杉山便寫下「御詫言上書」，也就是呈給天皇的遺書。但由於仍需主管第一總軍約40個師團的復員工作，自殺的日期延後到9月12日復員工作指揮完畢。天皇於9月13日收到杉山的遺書。譯文如下：
大東亞戰爭爆發三年八個多月以來，或擔任帷幄的幕僚長、或擔任輔弼大臣，忝任皇軍要職，忠勇的將兵奮鬥、熱誠國民的盡忠不渝，下官的不敏不德，沒有達成聖戰目的而戰爭不可避免地終止。折損數百萬將兵、耗費巨額國幣、家園燒毀、財產損失，皇國面臨開闢以來未曾有過的困難局面，國家維持極為艱難，我的罪狀萬死不贖。
恭謹地為我的大罪道歉，祈願龍體康寧、皇國復興之日早日到來。
昭和二十年八月十五日  惶恐謹言
陸軍大將 杉山 元

## 人物關係
- 依據昭和天皇實錄（日语：昭和天皇實錄）記載，1941年9月5日，決定近衛文麿首相當時的帝國國策遂行要領（日语：帝國國策遂行要領）時，昭和天皇召集海軍軍令部總長永野修身等作說明。天皇問到南方作戰的把握時，杉山回答「陸海軍研究的結果、南方作戰約需要五個月時間可以完成。」 但這個回答沒有得到天皇的認同，由於對華戰事與陸軍最初預期速戰速決完全不同，天皇說「杉山說的話向來與產生的結果相反。」杉山解釋道「中國的腹地廣大。」甚為不悅的天皇說「太平洋更大，五個月可以完成的根據是什麼？」，天皇斥責杉山言詞誇大。

- 昭和天皇在決定投降前，曾召集海軍永野修身元帥、陸軍畑俊六元帥、及杉山元，詢問軍隊是否尚有旺盛志氣抵抗盟軍。畑俊六回答「戰爭難以再繼續了。」

- 杉山有個難聽的綽號「廁所門」。原因是他只往推的方向動、是個機會主義者。

- 第一次近衛内閣擔任陸相時、近衛對於對華戰事的擴大深具戒心，但由於不明白陸軍真實意圖，拓務大臣大谷尊由（日语：大谷尊由）問杉山「陸軍推進的界線到哪？」杉山卻對大谷的詢問充耳不聞，沒有答覆。海軍大臣米内光政見狀便說「看來在永定河到保定這條線停止」杉山聞言大怒，對米内怒吼道「你是什麼人？這種場所你可以說這種話嗎！」米内對於杉山的憤怒完全置之不理，只簡單地說「我想是的。」由於內閣會議的地位，即便是戰前也很少有軍人公然用「這種場所」來稱呼內閣會議。

## 生平
- 1880年生于日本福冈县。
- 1900年12月21日，日本陆军士官学校第12期步兵科毕业。
- 1902年6月25日，晋升步兵少尉。
- 1921年7月16日，任参谋本部部附。
- 1922年6月，晋升航空兵大佐。
- 1924年8月，升任参谋本部军务局军事课课长。
- 1925年5月1日，晋升为陆军少将，任参谋本部航空兵补给部部长。
- 1926年12月，任参谋本部航空兵本部部附，后转任兵器本厂厂附。
- 1928年8月，升任参谋本部军务局局长。
- 1930年8月1日，50岁的杉山元被晋升为陆军中将，任陆军省次官。
- 1938年12月，被日军大本营任命为华北方面军司令官，接替原任寺内寿一伯爵大将。
- 1944年2月21日，辞去参谋总长职务，东条英机接任。
- 1945年4月，因應新內閣辞去陸軍大臣职务，接任本土決戰一號司令。
- 1945年9月12日下午5时，在第一總軍司令部内开枪自杀，终年65岁。

## 榮譽
- 1901年（明治34年）10月10日 - 正八位[4]
- 1904年（明治37年）2月19日 - 從七位[5]
- 1905年（明治38年）8月11日 - 正七位[6]
- 1910年（明治43年）9月30日 - 從六位[7]
- 1915年（大正4年）10月30日 - 正六位[8]
- 1920年（大正9年）11月30日 - 從五位[9]
- 1932年（昭和7年）6月15日 - 正四位[10]
- 1936年（昭和11年）9月15日 - 從三位[11]
- 1939年（昭和14年）10月2日 - 正三位[12]
- 1943年（昭和18年）7月15日 - 從二位

### 日本勳章
- 1943年（昭和18年）6月21日 - 元帥・元帥佩刀・元帥徽章

### 外國勳章
- 1937年（昭和12年）12月1日 - 滿州帝國：勲一位龍光大綬章[13]
- 1942年（昭和17年）4月23日 - 泰國：王冠特等章[14]